# Harem (genre)
Harem (Japans: hāremumono ハーレムもの) is een subgenre in manga en anime waar de nadruk ligt op polygamie en driehoeksverhoudingen in relaties. De hoofdpersonage in het verhaal wordt meestal benaderd door drie of meer personen van het andere geslacht, sekse of seksuele voorkeur
Als de serie draait om een mannelijk hoofdpersonage, dan wordt de polygynie relatie ook wel female harem genoemd.
Als de serie draait om een vrouwelijk hoofdpersonage, dan wordt de polyandrie relatie ook wel male harem of reverse harem genoemd.
Recentere series bevatten hoofdpersonages die benaderd worden door personages van hetzelfde geslacht of sekse waardoor de series een breder publiek, waaronder homoseksuele en biseksuele mensen, kunnen benaderen. Deze varianten worden ook wel Futunari-harem, yuri-harem en yaoi-harem genoemd.

## Voorbeelden van harem series
Voorbeelden van female harem manga of anime zijn: 
- Love Hina
- Sekirei
- Rosario + Vampire
- Highschool DxD

Voorbeelden van male harem manga of anime zijn:
- Fruits Basket
- Boys Over Flowers
- Ouran High School Host Club
- Brothers Conflict